# Náttúra
«Náttúra» (Науттура) — песня исландской певицы Бьорк. Была выпущена как сингл в поддержку защиты исландской природы. Вся выручка от продажи сингла была передана организации по защите окружающей среды Náttúra Foundation, в честь которой и была названа песня. Информация о выпуске сингла первоначально появилась на франкоязычном фан-сайте Бьорк, а позже была подтверждена официальными представителями певицы. На цифровом носителе он был выпущен 20 октября 2008 года на iTunes в эксклюзивном порядке, а 27 октября — в широком прокате. На физическом носителе песня была выпущена 20 апреля 2009 года на виниловом диске через интернет-магазин лейбла One Little Indian.
По сообщению Pitchfork Media, в записи песни принимал участие Том Йорк, лидер группы Radiohead. Бьорк и Йорк ранее совместно записали песню «I’ve Seen It All» для альбома Selmasongs, саундтрека к фильму «Танцующая в темноте». Участие Йорка в создании «Náttúra» первоначально подвергалось сомнению, так как журнал Billboard утверждал, что тот не записывал никакого материала вместе с Бьорк с 2000 года. Агент Бьорк подтвердил, что участие Йорка производилось через систему совместного использования файлов летом 2008 года, в то время как Бьорк находилась в туре по продвижению альбома Volta. Голос Йорка слышен как атмосферный шум на заднем плане песни и распознаётся с трудом. Также в создании песни участвовали Брайан Чиппендейл из группы Lightning Bolt, Марк Белл и Мэтью Херберт.
Это первый сингл Бьорк, спетый полностью на исландском языке, первый внеальбомный и первый, к которому не был снят клип. В 2011 году песня всё же вошла в японское и латиноамериканское издания альбома Biophilia и в его версии для iTunes и на диджипаке.

## Список композиций
| №  | Название  | Длительность |
| -- | --------- | ------------ |
| 1. | «Náttúra» | 3:49         |

| №  | Название                 | Длительность |
| -- | ------------------------ | ------------ |
| 1. | «Náttúra (Switch Remix)» | 5:18         |
| 2. | «Náttúra»                | 3:49         |

## Позиция в чартах
| Чарт                        | Пиковая позиция |
| --------------------------- | --------------- |
| Canadian iTunes Top 100     | 41              |
| Canadian iTunes Alternative | 7               |
| European Hot 100 Singles    | 292             |
| Italian iTunes Top 100      | 14              |
| Swedish Singles Chart       | 36              |
| UK Singles Chart            | 102             |
| US iTunes Top 100           | 97              |